# Iolkos

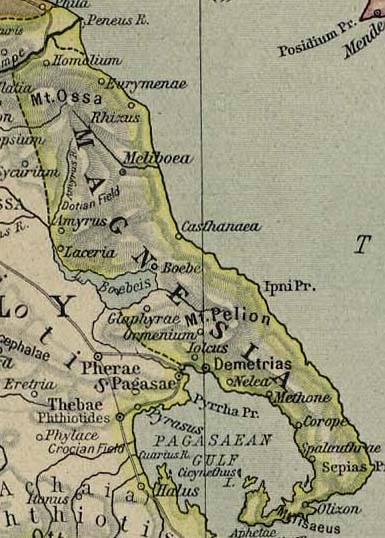
Karta över antikens Magnesia. Iolkos längst in i bukten.

Iolkos (grekiska Ιωλκός, latin Iolcus) var en urgammal stad i det thessaliska landskapet Magnesia, vid nordligaste hörnet av Pagaseiska viken. I sagan är Iolkos berömt som den ort från vilken argonauterna anträdde sin färd, och även som Jasons födelsestad. Sedan Demetrios Poliorketes i dess närhet anlagt staden Demetrias råkade Iolkos snart alldeles i förfall.
Iolkos är i dag namnet på en liten by utanför Volos och på en kommun i Magnesia.